# 金田一耕助の冒険
『金田一耕助の冒険』（きんだいちこうすけのぼうけん）は、横溝正史の短編集であり、「～の中の女」という表題の「金田一耕助シリーズ」に該当する推理小説を集めたものである。

## 概要
本短編集は、1975年11月20日に春陽文庫から「赤の中の女」を除く10作品を収録する形で『横溝正史長編全集 20 金田一耕助の冒険』として出版され（旧書籍コード 0193-030522-3066）、1976年9月10日に「赤の中の女」を追加した11作品を収録して角川文庫からも『金田一耕助の冒険』として刊行された（旧書籍コード 0193-130440-0946(0) ）。1979年6月1日には角川文庫版が2分冊化されている（『金田一耕助の冒険 1』ISBN 4-04-130464-4、および『金田一耕助の冒険 2』ISBN 4-04-130465-2）。1997年11月10日には春陽文庫版が新装版（ISBN 4-394-39525-9）となり、2022年6月10日には角川文庫版が初出時の単巻で改版された（ISBN 4-04-112815-3）。
なお、東京文芸社から1959年に刊行された『金田一耕助推理全集第6巻 金田一耕助事件簿』や、同じく東京文芸社から1975年に刊行された『金田一耕助探偵小説選8 金田一耕助の謎』には、本短編集の収録順で最初から6作ないし7作が同じ順序に収録されていて「夢の中の女」「泥の中の女」の表題も変更されており、本短編集の原型になったものと考えられる。
「夢の中の女」を除く各作品は、東京新聞社の『週刊東京』に島田一男『刑事弁護士』(南郷次郎シリーズ)、高木彬光『顔のない女』(大前田英策シリーズ)と交替で、一部は「金田一耕助のミステリー」のタイトルで連載していたものである。連載された作品のうち、のちに長編化された以下の作品は収録されておらず、他の長編化された短編5作品と共に『金田一耕助の帰還』に収録されている。
- 壺の中の女（『壺中美人』に改稿）
- 渦の中の女（『白と黒』に改稿）
- 扉の中の女（『扉の影の女』に改稿）

いずれの作品にも等々力警部が登場する。また、「夢の中の女」を除く各作品の最後は「筆者」が緑ヶ丘荘にある金田一耕助のフラットで事件の謎解きを聞く構成になっている（ただし、場所が明記されているのは「傘の中の女」「霧の中の女」「泥の中の女」の3作品のみ）。以下の登場人物リストからは金田一耕助と等々力警部および「筆者」を除いている。
いずれの作中でも事件発生年次は明記されていないが、おおむね作品発表順に1956年（昭和31年）から1958年（昭和33年）に比定するのが定説である。以下の作品配列は、定説における事件発生順である。
「～の中の女」と題した短編作品は、さらに「日時計の中の女」が発表されているが、これは『別冊週刊漫画タイムス』1962(昭和37)年8月21日号に単発で掲載されていたものであり、角川文庫でも『七つの仮面』に収録されていて、シリーズには含まれていない。

## 収録作品

### 夢の中の女
短編集第6作（第2分冊第1作）。
表題に読みがなは振られていない。
初出
『読切小説集』1956年（昭和31年）7月、原題「黒衣の女」
事件現場
代々木上原（死体発見現場）、目白椎名町（美禰子の住居）
事件発生日
7月28日 - 29日（1956年〈昭和31年〉に比定するのが定説）
登場人物
- 本多美禰子（ほんだ みねこ） - 「夢見る夢子さん」と呼ばれていた、パチンコ屋「大勝利」の看板娘。姉の衣装を身に着けてその殺害現場で扼殺死体となって発見された。
- 本多田鶴子（ほんだ たずこ） - 「黒衣の女」と呼ばれたシャンソン歌手。美禰子の姉。3年前に殺害された。
- 一枝（かずえ） - 新橋のパチンコ屋「大勝利」のマダム。花井達造の妾。
- 花井達造 - 「大勝利」など複数のパチンコ屋の経営者。
- 猪場栄（いば さかえ） - 田鶴子のパトロン。「太陽光学」社長。
- 来島武彦（くるしま たけひこ） - 田鶴子の住居へよく遊びに来ていた近所の学生。美禰子殺害後、田鶴子殺害現場で自殺に偽装した絞殺死体となって発見された。
- 静乃（しずの） - 田鶴子の死体を発見したばあや。
- 西村警部補 - 北沢署の捜査主任。

### 傘の中の女
短編集第4作（第1分冊第4作）。
「傘」に「かさ」との読みがなが振られている。
初出
『週刊東京』1957年（昭和32年）6月 - 7月
事件現場
鏡ガ浦海水浴場
事件発生日
土曜日 - 日曜日（1956年〈昭和31年〉8月末に比定するのが定説）
登場人物
- 野口 和子（のぐち かずこ） - 銀座裏のキャバレー「フラ」のマダム。ビーチパラソルの中で絞殺死体となって発見された。
- 野口 誠也（のぐち せいや） - 和子の夫。キャバレー「フラ」のトランペット吹き。
- 川崎 早苗 - 現場近くに別荘を借りている令嬢。東京から代わる代わる友人を呼んで過ごしている。
- 川崎 慎吾（かわさき しんご） - 早苗の兄。「川南商会」専務。キャバレー「フラ」の常連。
- 武井 清子（たけい きよこ） - 早苗の友人。事件のとき現場付近に居た。「川南商会」に勤務。
- 坂口警部補 - 事件の捜査主任。
- 山村巡査 - 通報を受けて最初に駆けつけてきた現地の警察官。

### 霧の中の女
短編集第1作（第1分冊第1作）。
表題に読みがなは振られていない。
初出
『週刊東京』1957年（昭和32年）1月
事件現場
銀座4丁目の宝飾店「たからや」および背中合わせのアルバイトサロン「サロン・ドウトンヌ」、向島の連れ込み宿「みよし野荘」、日比谷の「松本楼」近く
事件発生日
10月23日、11月7日木曜日、12月8日、10日（1956年〈昭和31年〉に比定するのが定説）
登場人物
- 牧野康夫（まきの やすお） - 「たからや」店員。万引きを追いかけて刺殺される。
- 川崎和子（かわさき かずこ） - 「たからや」店員。
- 安井政雄（やすい まさお） - 「たからや」修理職人。
- 塚本（つかもと）夫人 - 事件のとき腕時計の修理で来店していた顧客。
- 雪枝（ゆきえ） - 「サロン・ドウトンヌ」マダム。
- 村上ユキ - 「サロン・ドウトンヌ」店員。霧の中でペンキ塗りたてのポストに抱きついてオーバーを汚してしまう。長谷川殺害時には「みよし野荘」で逢う約束をしていたが、偽の伝言に騙されて歌舞伎座へ行く。
- 村上謙治 - 村上ユキの夫。S駅の手荷物一時預かり担当。
- 島田アキ子 - 「サロン・ドウトンヌ」店員。
- 花井ラン子 - 「サロン・ドウトンヌ」店員。
- 江藤キミ子 - 「サロン・ドウトンヌ」店員。牧野殺害事件を店内の人々に知らせる。
- 長谷川善三（はせがわ ぜんぞう） - 生命保険会社専務。「サロン・ドウトンヌ」常連で「ハーさん」と呼ばれている。「みよし野荘」で殺害される。
- 宇野達彦（うの たつひこ） - 長谷川の秘書。伯父が長谷川の勤務先の親会社重役。
- 河本警部補 - 所轄の捜査主任。
- 山田 - 女装して犯人逮捕にあたった刑事。

### 泥の中の女
短編集第7作（第2分冊第2作）。
「泥」に「どろ」との読みがなが振られている。
初出
『週刊東京』1957年（昭和32年）2月 - 3月、原題『泥の中の顔』
事件現場
三鷹の牟礼（西条宅）、西荻窪の大宮前（立花宅近く）
事件発生日
2月23日、7日後、その3日目（1957年〈昭和32年〉に比定するのが定説）
登場人物
- 立花ヤス子 - 夫・信吉を失職から救うため訪ねた西条氏が不在だったため、暖を求めて離れを訪ねたところ留守番を頼まれ、死体を発見する。しかし、交番へ駆け込んで巡査を連れて戻ってくると死体は無く、現場に居た川崎と松本にも否定されてしまう。
- 川崎龍二（かわさき りゅうじ） - 探偵作家。自宅とは別に仕事場として西条氏に離れを借り、多くの女を出入りさせていた。
- 松本梧朗（まつもと ごろう） - S大学の助手。川崎の小説の材料調査などで小遣いかせぎをしている。
- 久保田昌子（くぼた まさこ） - 川崎の愛人の一人。小学校教員で川崎の探偵小説のファン。事件発端の7日後に桜上水の下高井戸付近で死体となって発見された。
- 浅茅タマヨ（あさじ タマヨ） - 川崎の愛人の一人。新宿のキャバレー「丸」に出ているダンサー。昌子の死体が発見されてから3日目に同じく桜上水で死体となって発見された。
- 山口警部補 - 高井戸署の捜査主任。
- 古谷警部補 - 三鷹署の捜査主任。
- 新井 - 捜査1課第5調べ室の刑事。
- 根上 - 立花ヤス子が飛び込んだ交番の巡査。

### 洞の中の女
短編集第2作（第1分冊第2作）。
「洞」に「ほら」との読みがなが振られている。
初出
『週刊東京』1958年（昭和33年）2月
事件現場
経堂のはずれ赤堤（根岸宅＝旧日疋宅）、吉祥寺の奥（高井宅）
事件発生日
3月20日、その5日前（昭和32年（1957年）に比定するのが定説）
登場人物
- 日疋隆介（ひびき りゅうすけ） - 死体が発見された家の元の持ち主。銀座裏のキャバレー「ドラゴン」経営。
- 日疋兼子 - 隆介が転居する前の妻。心臓麻痺で急死したことをきっかけに夫が転居した。
- 日疋珠子（ひびき たまこ） - 隆介が転居したあと再婚した妻。「ドラゴン」のナンバーワンだった。旧姓甲野。
- 山本田鶴子（やまもと たずこ） - 「ドラゴン」の元ダンサー。庭のケヤキの木の洞でセメント詰めの死体となって発見された。
- 根岸昌二（ねぎし しょうじ） - 死体が発見された家の買い主。この2、3年急に売り出してきた大衆作家。
- 根岸喜美子（ねぎし きみこ） - 昌二の妻。
- 根岸和子（ねぎし かずこ） - 昌二と喜美子の娘。
- 岡沢ハルミ（おかざわ ハルミ） - 喜美子の友人で、銀座裏のバーで同僚だった。珠子や田鶴子と共に赤堤の家を訪ね、3人とも日疋に強姦されたことがある。
- 原田 - 赤堤の家の売買を仲介した周旋屋。土地の顔役。
- 品川良太 - 艶歌師。かつて田鶴子と同棲していた。
- 益田源一（ますだ げんいち） - 死体が発見されたに隣接するの寺の寺男。日疋の引っ越し直後に自動車が来てセメントを扱っているのを目撃していた。
- 高井啓三（たかし けいぞう） - 珠子が結婚するまで住んでいた離れの家主。
- 高井千代子 - 啓三の妻。
- 小堀（こぼり） - 珠子が住んでいた離れの現在の借主。
- 下山警部補 - 所轄の捜査主任。
- 春日（かすが） - 所轄の刑事。

### 鞄の中の女
短編集第5作（第2分冊第4作）。
「鞄」に「カバン」との読みがなが振られている。
初出
『週刊東京』1957年（昭和32年）4月
事件現場
阿佐ヶ谷の町はずれ（片桐宅）、駒形の「昭和アパート」（由紀子宅）
事件発生日
4月5日、6日、12日、5月5日（1957年〈昭和32年〉に比定するのが定説）
登場人物
- 片桐梧郎（かたぎり ごろう） - 阿佐ヶ谷在住の彫刻家。エミ子の死体が発見されたときには行方不明になっていた。
- 望月エミ子（もちづき エミこ） - 片桐が作った裸婦石膏像のモデル。片桐のアトリエで石膏像に抱きすくめられた状態の扼殺死体となって発見された。
- 緒方由紀子 - 片桐の別れた妻。自宅の押し入れで絞殺死体となって発見された。
- 駒井泰三（こまい たいぞう） - 西銀座のキャバレー「金色」経営者。
- 駒井昌子（こまい まさこ） - 泰三の妻。片桐の妹。もと「金色」ダンサー。
- 安井友吉 - 神楽坂の酒屋「三河屋」の小僧。飯田橋付近で「女の脚」を載せた大型セダンを目撃した。
- 杉山（すぎやま） - 金田一の掃除婦。
- 池部警部補 - 所轄の捜査主任。
- 新井 - 捜査1課第5調べ室の刑事。
- 海野（うんの） - 「女の脚」事件で片桐に聞き取りをした刑事。

### 鏡の中の女
短編集第3作（第1分冊第3作）。
表題に読みがなは振られていない。
初出
『週刊東京』1957年（昭和32年）5月
事件現場
銀座のカフェ「アリバイ」、三鷹駅、逗子（河田家別荘）
事件発生日
5月2日、11日 - 16日、18日（1957年〈昭和32年〉に比定するのが定説）
登場人物
- 増本克子（ますもと かつこ） - 盲聾学校教師。「アリバイ」で鏡に写った倉持タマ子の河田重人への発話を読唇術で読み取り、メニューの裏に書いて金田一に伝える。
- 河田重人（かわだ しげと） - ○△産業の専務。毒殺されて別荘の庭に埋められていた。
- 河田登喜子（かわだ ときこ） - 重人の妻。
- 河田由美（かわだ ゆみ） - 重人と登喜子の娘。タマ子に影響されて不行跡で高校から放校された。
- 倉持タマ子 - 登喜子の遠縁の娘。河田家で女中奉公していたが重人と愛人関係になり、登喜子に追い出されたが重人との関係は続いていた。三鷹駅で宛先該当無しになっていたジュラルミンのトランクに詰められた毒殺死体となって発見される。
- 杉田豊彦（すぎた とよひこ） - 河田家の運転手。
- 高山嘉助（たかやま かすけ） - 河田家別荘と背中合わせのSホテル支配人。
- 藤本文雄（ふじもと ふみお） - Sホテルのボーイ。
- 古谷警部補 - 三鷹署の捜査主任。

### 赤の中の女
短編集第11作（第2分冊第5作）。
表題に読みがなは振られていない。
初出
『週刊東京』1958年（昭和33年）5月、1929年（昭和4年）8月の『アサヒグラフ』に所収の「赤い水泳着」を金田一ものに改稿
事件現場
H海岸ホテル
事件発生日
8月5日 - 6日（1957年〈昭和32年〉に比定するのが定説）
登場人物
- 榊原（さかきばら）史郎 - 詩人。
- 榊原恒子（さかきばら つねこ） - 史郎の妻。もと新劇「享楽座」の女優。実家の姓は山本。扼殺され、沖合で浮かんでいるところを発見された。
- 安西恭子 - 「陽気な寡婦」を気取っている。前年に川奈のゴルフリンクで史郎と面識を得て、数人で十国峠をドライブしたことがある。
- 永瀬重吉 - 舞台技術者。恒子とは旧知。自室で絞殺死体となって発見された。
- 氏家勝哉（うじいえ かつや） - 恒子の元夫。前年の冬に蔵王でスキー中に遭難死。
- 氏家直哉 - 勝哉の弟。恒子を尾行し、恒子は結婚詐欺常習犯だという匿名の手紙を史郎に届けていた。
- 里見純蔵 - 安西恭子の婚約者。
- 浅見警部補 - 所轄の捜査主任。

### 檻の中の女
短編集第10作（第1分冊第6作）。
「檻」に「おり」との読みがなが振られている。
初出
『週刊東京』1957年（昭和32年）8月
事件現場
隅田川、浅草の今戸河岸（緒方宅）
事件発生日
秋のはじめ（1957年〈昭和32年〉に比定するのが定説）
登場人物
- 緒方静子 - 進藤啓太郎の愛人。致死量未満のストリキニーネで気絶させられ、犬の檻に入れられて舟で隅田川に流されていた。
- 進藤啓太郎（しんどう けいたろう） - 戦後たびたび疑獄を起こす省のいちばん問題になっている係の係長。
- 中村清治 - 銀座裏の料理屋「花清」の亭主。不要になった鉄の米びつを緒方静子に譲っていた。
- お仲 - 「花清」の女中。
- 木村 - 水上署の刑事。
- 山崎 - 鑑識課員。

### 柩の中の女
短編集第8作（第2分冊第3作）。
「柩」に「ひつぎ」との読みがなが振られている。
初出
『週刊東京』1958年（昭和33年）3月
事件現場
上野の美術館、西荻窪
事件発生日
3月13日、18日、25日（1958年〈昭和33年〉に比定するのが定説）
登場人物
- 古垣敏雄（ふるがき としお） - 西荻窪在住の美術家。
- 和子（かずこ） - 古垣の別れた妻で、現在は森の妻。古垣の石膏像に似せて作られた石膏像に塗り込められた絞殺死体となって発見される。
- 森富士郎 - 美術家。古垣と美校以来の友人。和子の死体発見後、行方不明になっている。
- 江波ミヨ子 - 古垣の石膏像のモデル。
- 池田アイ子 - 森家のばあや。
- 白井啓吉 - 赤星運送店の店員。石膏像を美術館から古垣宅へ運ぶ途上、交通事故を起こして像の中身が死体であることに気付き、警視庁に駆け込む。
- 新井 - 捜査1課第5調べ室の刑事。
- 望月 - 捜査1課第5調べ室の刑事。

### 瞳の中の女
短編集第9作（第1分冊第5作）。
「瞳」に「ひとみ」との読みがなが振られている。
初出
『週刊東京』1958年（昭和33年）6月
事件現場
吉祥寺
事件発生日
5月28日（1958年〈昭和33年〉に比定するのが定説）、前年の3月24日
登場人物
- 杉田弘（すぎた ひろし） - T新聞社文化部記者。前年に後頭部を強打されて昏倒しているところを発見されて記憶喪失となっていたが、病院の火事で記憶を取り戻し、襲撃された直前の状況を探ろうとする。
- 杉田直行 - 弘の父。大学教授。
- 斎田（さいだ）愛子 - 杉田の婚約者。記憶を取り戻した杉田を警護するよう金田一に依頼する。
- 沢田潔人（さわだ きよと） - 杉田が襲撃される直前に取材を受けた声楽家。
- 灰田太三（はいだ たぞう） - 杉田が襲撃されたアトリエの主人。杉田が襲撃された年のうちに死亡している。
- 川崎不二子（かわさき ふじこ） - 記憶喪失となっていた杉田が唯一覚えていた女の顔の主。アトリエの庭に死体が埋められていた。
- 陳隆芳 - 川崎の愛人。香港へ帰っていて行方不明。
- 山下敬三 - 道路上に倒れている杉田を発見した巡査。

## 映像化作品
1957年2月18日 - 4月29日に『月曜日の秘密』（日本テレビ）として放送された岡譲司主演の11作品のうち以下の3作品は、本短編集に収録されている作品を原作としている。なお、残る8作品は、一部に横溝正史作品がヒントになった可能性のある事例があるものの、直接の原作が存在しないオリジナル作品である。
- 霧の中の女（第4話）
- 泥の中の顔（第7話、放送以後に原作を「泥の中の女」に改題）
- カバンの中の女（第11話・最終回、「鞄の中の女」の表記変更）

1979年7月14日に公開された古谷一行主演の映画『金田一耕助の冒険』は「瞳の中の女」を原作とし、同作の事件が完全には解決しないまま終わっていることから発展させた作品である。多数の横溝作品のパロディが含まれる中で「柩の中の女」「鞄の中の女」も引き合いに出しており、「瞳の中の女」と同じ短編集を出典としていることを茶化す科白もある。
フジテレビ系列で1990年から1998年にかけて片岡鶴太郎主演で放送された『昭和推理傑作選・横溝正史シリーズ』のうち1996年4月26日の『女怪』は、同名作品のストーリーに「霧の中の女」の登場人物や設定の一部を組み込んでいる。
NHK-BSの池松壮亮主演「シリーズ・横溝正史短編集 第4弾『金田一耕助 悔やむ』」の第2回として、「鏡の中の女」が2025年3月28日にNHK BS8K、4月19日にNHK BS4K、5月8日にNHK BSプレミアムで放送された。